# Arkansas Project
L'Arkansas Project (« Projet Arkansas ») était une série d'enquêtes (surtout financées par l'homme d'affaires Richard Mellon Scaife) qui a été amorcée avec l'intention de salir et de mettre fin à la présidence de Bill Clinton. Scaife dépensa presque 2 millions de dollars américains pour la réalisation de ce projet.
L'Arkansas Project a inclus une nouvelle enquête officieuse sur la mort du conseiller de la Maison-Blanche, Vince Foster (qui avait précédemment été considéré comme un suicide), une autre enquête sur un investissement immobilier des époux Clinton dans les années 1970 (scandale du Whitewater), la réouverture d'allégations dont Bill Clinton avait été la cible, notamment qu'il aurait harcelé sexuellement Paula Jones, une fonctionnaire de l'État de l'Arkansas, ainsi que la création de nombreuses théories du complot à propos du couple Clinton.

## Contexte
Dans les années 1980 et 1990, le magazine politiquement conservateur « American Spectator » reçut des donations de bienfaiteurs conservateurs. L'« Arkansas Project » a commencé peu de temps après que Richard Mellon Scaife, un des plus grands donateurs du magazine, a demandé que ses dons soient utilisés pour des articles visant à enquêter sur Bill Clinton ainsi qu'à le discréditer. Selon R.Emmett Tyrrell Junior, le rédacteur en chef d'« American Spectator », l'idée pour l'« Arkansas Project » a éclos lors d'une partie de pêche sur la Chesapeake la Bay vers la fin de l'année 1993. Le nom d'« Arkansas Project » qui avait été conçu comme une plaisanterie est devenu plus tard célèbre; le nom réel utilisé à l'" American Spectator" et dans les différentes fondations de Scaife était le « Projet d'Amélioration de Rédaction (Editorial Improvement Project) ».
Les journalistes et enquêteurs du projet furent recrutés, dont David Brock, qui s'auto-décrivait comme « un tueur à gages » républicain et Rex Armistead, un ancien policier avec un passé de suprémaciste blanc qui a été rémunéré 350 000 $ pour son travail. Participait également à l'assistance de l'« Arkansas Project », Parker Dozhier, le propriétaire d'une boutique d'hameçons et d'appâts, qui était notoirement connu comme un membre de l'aile dure de la droite ayant pour but de mettre Bill Clinton à terre. Ils furent chargés d'enquêter sur les Clinton et de composer des histoires liant les Clinton avec des meurtres, du trafic de drogue ainsi que de l'adultère.
Selon David Brock, Armistead et Brock se sont rencontrés dans un hôtel d'aéroport à Miami, Floride à la fin de l'année 1993. Là, Armistead exposa un « "scénario du meurtre de Vince Foster" » très élaboré, scénario que Brock a trouvé invraisemblable,. Brock écrivit quand même, vers la fin 1993, des articles pour l'« American Spectator » en faisant une des personnalités principales pour piéger Clinton.
Ted Olson, qui représenterait plus tard George W. Bush dans le procès « Bush versus Gore » et serait nommé Avocat Général des États-Unis, était un administrateur de la Fondation Éducative de l'« American Spectator »  et est soupçonné d'avoir su ou joué un rôle dans l'« Arkansas Project ». Sa société « Gibson, Dunn et Crutcher » a fourni au moins 14 000 $ de services juridiques, et il a lui-même écrit ou cosigné plusieurs articles sur le sujet. Pendant l'audition d'Olsen devant le Sénat durant sa confirmation d'Avocat Général, les Républicains majoritaires ont bloquée une question du sénateur Patrick Leahy demandant de nouvelles enquêtes du Comité au sujet des liens d'Olsen avec l'« Arkansas Project, ».

## Actualités
Les enquêtes financées par l'argent de Scaife ont été essentiellement concentrées sur les investissements du Whitewater, qui ont étendu à une théorie du complot entourant la mort de Vince Foster, un Conseiller de Bill Clinton ayant des connexions avec le Whitewater. Christopher W. Ruddy (un journaliste indépendant du journal dont Scaife était le propriétaire, la "Pittsburgh Tribune-Review", publia une série d'articles insinuant que Clinton était derrière le suicide de Foster.
Bien que Kenneth Starr n'ait jamais pu prouver que Bill Clinton avait enfreint la loi, Ruddy publia quand même son livre, « The Strange Death of Vincent Foster (la Mort Étrange de Vincent Foster) ». Ses théories du complot à propos de Foster ont même été écartées par quelques conservateurs plus francs comme Ann Coulter. L'« American Spectator » a arrêté de recevoir le financement de Scaife quand "il a effectué un examen caustique d'un livre du journaliste Christopher Ruddy, un favori de Scaife qui a travaillé pour la "Pittsburgh Tribune-Review" appartenant au milliardaire."
Fin novembre 1997 après que la revue de Corry a été publiée, Reed Irvine (qui a reçu environ 2 millions de $ de Scaife depuis 1977) de "Accuracy in Media (De l'exactitude des medias" annonça dans sa lettre d'information que Scaife avait appelé Tyrrell pour lui dire qu'il lui coupait les vivres." En fait, "Tyrrell a confirmé dans un entretien que la communication a bien eu lieu, mais qu'il ne pouvait pas se rappeler des détails de la conversation qui mettait un terme à tout soutien financier de la part d'un homme  qui avait été son principal  bienfaiteur pendant près de 30 ans."
En 1999, le « Western Journalism Center » de Joseph Farah a placé environ 50 annonces réimprimant les articles de Ruddy provenant de la "Pittsburgh Tribune-Review" dans le Washington Times, a fait une compilation de ces articles dans un livre intitulé « l'Enquête de Ruddy »  qui était vendu 12 $." Peu de temps après, le « Western Journalism Center » a fait circuler une vidéocassette reprenant les déclarations de Ruddy sous le titre « Unanswered-The Death of Vincent Foster (Sans réponse - la Mort de Vincent Foster) », cette vidéocassette était produite par l'ultra-conservateur James Dale Davidson, le président du Syndicat National des Contribuables (National Taxpayers Union ou NTU) et le corédacteur de la lettre d'information stratégique d'investissement (Strategic Investment newsletter)." (la branche de recherche du NTU a reçu des fonds de Scaife.)
À la fin des années 1990, Ruddy et Farah ont dirigé leur centre d'intérêt vers internet avec l'aide de Scaife. Ruddy fonda NewsMax et Farah créa WorldNetDaily pour  promouvoir, plus loin encore, la cause conservatrice dans les médias. Finalement, Scaife est devenu un investisseur et le troisième actionnaire de NewsMax. À chaque fois il y avait des articles reprenant toujours des conspirations dans l'entourage des Clinton avec des libéraux, des gays et des démocrates.
L'auteur David Brock était le premier journaliste à avoir publié les allégations sexuelles de Paula Jones. Ces allégations ont été en conflit avec ses déclarations postérieures. L'enquête « Troopergate » a amené plus tard Paula Jones à poursuivre Bill Clinton devant la justice Clinton, obtenant un règlement à l'amiable évalué à des centaines de milliers de dollars. Brock a continué de développer sa théorie du complot théorisant jusqu'en 1997 l'article intitulé "J'étais un tueur à gages conservateur" dans lequel il a abjuré certaines de ses déclarations" dans le magazine « Esquire ». En 1998, il est allé plus loin et a personnellement fait des excuses à Clinton. Brock a été renvoyé de l'« American Spectator » et a publié, en 2002, un livre « Blinded by the Right: The Conscience of an Ex-Conservative (Aveuglé par le Droit : la Conscience d'un Ex-conservateur) ».